# Цзюфэнь
Цзюфэнь (кит. трад. 九份, пиньинь Jiǔfèn, пэвэдзи Káu-hūn, буквально девять порций) — приморский горный район в районе Жуйфан, Новый Тайбэй, Тайвань.

## История
В эпоху Цин в изолированной деревне проживало девять семей, поэтому деревня просила «девять порций» каждый раз, когда из города приходили грузы. Позже Кау-хун (что на цюаньчжанском наречии означает «девять порций») стало названием деревни.
Несмотря на то, что самые ранние упоминания о добыче золота на острове датируются 1430 годом, и на многочисленные повторные открытия первыми жителями, приезжими японцами, голландскими оккупантами и людьми Чжэн Чэнгуна, осознание богатства золотых районов Тайваня сформировалось лишь на закате эпохи Цин. В 1890 году рабочие обнаружили чешуйки золота при строительстве новой железной дороги Тайбэ-Келунг, а в 1893 году на холмах Кау-хун был обнаружен богатый россыпью район, где добывали несколько килограммов золота в день. В следующем году перспективы стали ещё лучше после того, как китайский «эксперт» с опытом, полученным в Калифорнии, обнаружил на упомянутых холмах золотоносный кварц.
В результате золотая лихорадка ускорила превращение деревни в город и достигла своего пика в эпоху японского владычества. В книге «Остров Формоза, прошлое и настоящее» (1903 г.) американский дипломат Джеймс У. Дэвидсон писал: «Кю-фун [Кау-хун] выглядит так странно, насколько это возможно. […] никогда прежде автор не видел так много домов на таком маленьком пространстве. Некоторые, кажется, частично сливаются с соседними зданиями, другие стоят наверху, как будто не могут пробиться к группе, и каждое строение, кажется, молчаливо призывает своего соседа двигаться» Вода текла «многими небольшими ручьями, направленными так, чтобы обеспечить каждое здание небольшой речушкой, проходящей иногда через дверной проем или даже по полу здания». Право на золотодобычу принадлежало компании «Фудзита», первой японской компании, которая начала добывать кварц на Тайване и которая иногда получала доход в несколько тысяч иен в месяц от операций с золотом в Кау-хун.
В 1989 году вышел «Город скорби» Хоу Сяосяня, первый фильм, отразивший Инцидент 228, который ранее замалчивался на Тайване. Съёмки проходили Цзюфэне, и фильм прославил посёлок.
Цзюфэнь снова стал популярным в 2001 году из-за его сходства с центром города в японском аниме-фильме «Унесённые призраками» студии Ghibli. Вскоре Цзюфэнь привлек японских туристов. Многие японские туристические журналы и путеводители о Тайване познакомили туристов с Цзюфэнем. Он стал обязательным местом для посещения японскими туристами. Однако режиссёр аниме Миядзаки отрицал, что Цзюфэнь был прототипом города в фильме.

### Комментарии
1. ↑  В исходной цитате сказано «золото на несколько тысяч иен»[4]; по юридическому определению японской иены 1871 года как 1,5 г чистого золота (стоимостью примерно один доллар в то время).